# ドチリナ・キリシタン
ドチリナ・キリシタンは、近世初期にイエズス会によって作成されたカトリック教会の教理本。当時のポルトガル語でDoctrina Christã（現在の表記ではDoutrina Cristã）、ラテン語でDoctrina Christianaと表記する。

## 日本のドチリナ・キリシタン

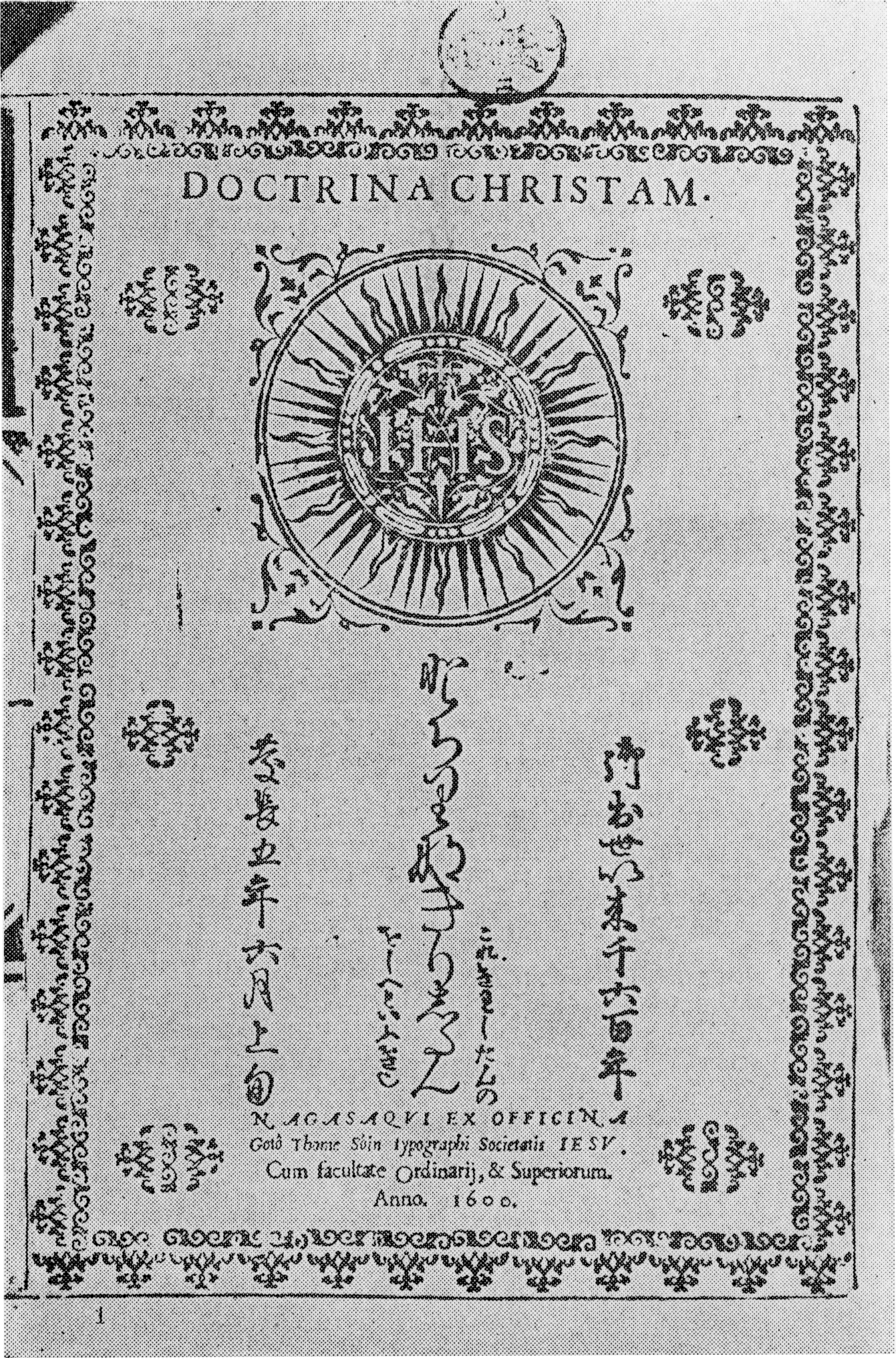
長崎版「どちりな・きりしたん」国字本の表紙

日本で刊行されたドチリナ・キリシタンは、刊行年・刊行地共に不明の国字本「どちりいな・きりしたん」、文禄元年（1592年）発行の天草版ローマ字本、慶長5年（1600年）発行の長崎版ローマ字本、同年発行の長崎版国字本「どちりな・きりしたん」の4種類がある。これらはそれぞれ1冊ずつしか現存しない。収蔵館は最初から順番に、バチカン図書館、東洋文庫、水戸徳川家、カサナテンセ図書館である。
ローマ字本はヨーロッパ人の日本語学習のため、国字本は日本人信徒の教理学習用として編纂され、問答体の平易な文章で書かれている。天正18年（1590年）に2度目の来日をしたアレッサンドロ・ヴァリニャーノがヨーロッパから持ち込んだ活字印刷機により他の数々の書物と共に印刷された。「どちりいな・きりしたん」と天草版ローマ字本は木版印刷、長崎版「どちりな・きりしたん」はローマ字・国字本ともに金属活字による印刷である。
ドチリナ・キリシタンでは、キリスト教が来世における救済の教えであることを、キリシタンに対して繰り返し強調していた。また、デウスの十戒の第4の掟で、「父母に対する孝行」を「主人・司たる人（主君や領主）に対する忠誠と服従」と敷衍して規定していた。

### ドチリナ・キリシタンの変遷
1540年代にインドでの布教に従事していたフランシスコ・ザビエルは、同地方の住民のために問答体の教理書カテキスモを作成した。そして日本に渡航する際に、日本人アンジローに教理書を日本語に翻訳させた。日本の宗教事情を考慮して仏教用語を多く借用したが、来日後に仏教用語を払拭した改訂版を作成した。
ガスパル・ヴィレラが上京した当時、宣教師が日本で用いていたドチリナ・キリシタンは、弘治2年（1556年）に来日したインド菅区長メルシオール・ヌーネスが、それまで使われていたザビエル作成の教理書を全面的に改訂して、バルタザール・ガーゴ神父に新たに編纂させた25章からなる「二五ヶ条」と呼ばれる教理書であった。ルイス・フロイスが永禄11年（1568年）当時畿内布教のために使用したドチリナ・キリシタンも、日本語に翻訳されていたヌーネス編纂の教理書であった。
ポルトガルのイエズス会士マルコス・ジョルジュが中心となって、子供を対象にした対話式の教理書「ドチリナ」が作成され、1566年にリスボンで上梓された。これが海外で布教に従事するイエズス会士に使用され、永禄11年（1568年）に日本にももたらされた。このドチリナが日本語に翻訳された後、日本の実情に即して成人向けに編纂し直され、写本となり日本各地で使用された。この写本は、国字本「どちりいな・きりしたん」が印刷されるまで約20年間使用された。

### ドチリナ・キリシタンの目録
『どちりな・きりしたん』の目録構成は次のようになっている。
- どちりなの序
- 第一 きりしたんといふは何事ぞといふ事
- 第二 きりしたんのしるしとなる尊きくるすの事
- 第三 ぱあてれ・のうすてるの事
- 第四 あゑ・まりやの事 尊きびるぜんまりやのろざりよとて五十遍のおらしよの事 御悦びの観念五ヶ条の事 悲みの観念五ヶ条 ぐろうりやの観念五ヶ条の事 ころあのおらしよの事
- 第五 さるゑ・れじなの事
- 第六 けれいど並びにひいですのあるちごの事
- 第七 でうす の御掟（ごおきて）十のまだめんとすの事 御掟のまだめんとす
- 第八 尊きゑけれじやの御掟の事
- 第九 七ツのもるたる科（とが）の事
- 第十 さんた・ゑけれじやの七ツのさからめんとの事
- 第十二 このほかきりしたんに当る肝要の条々 慈悲の所作 色身に当る七ツの事 すぴりつに当る七ツの事 てよろがれす・ゐるつうですといふ三つの善かるぢなれず・ゐるつうですといふ四ツの善 すぴりつ・さんとすのどねすとて御与へは七ツあり べなゑんつらさは四ツあり あやまりのおらしよ[14]

### 注
1. ↑  天正19年（1591年）に島原半島の加津佐で刊行されたとも言われる。
2. ↑  長崎版「どちりな・きりしたん」は、長崎の町年寄であった後藤宗印により刊行された[5][6]
3. ↑  新村出・柊源一『切支丹文学集 2』では、国字本「どちりいな・きりしたん」の所蔵先をバルベリニ文庫と書いているが、これはフィレンツェの貴族だったバルベリーニ家のコレクションをさしているものと考えられる。18世紀にバチカン図書館が同家からコレクションを購入したので[9]現在は同図書館に収蔵されている。
4. ↑  ルイス・フロイスの1568年10月4日付書翰 (Cartas I,250v) より[12]